# Катовицьке воєводство
Катовицьке воєводство (пол. województwo katowickie) — адміністративно-територіальна одиниця Польщі найвищого рівня, яка існувала у 1975—1998 роках.
Являло собою одну з 49 основних одиниць адміністративного поділу Польщі, які були скасовані в результаті адміністративної реформи Польщі 1998 року.
Займало площу 6650 км². Адміністративним центром воєводства було місто Катовиці. Після адміністративної реформи воєводство припинило своє існування і його територія відійшла до Сілезького та Малопольського воєводств.

## Районні адміністрації
- Районна адміністрація в Бендзині для гмін Бобровники, Псари та міст Бандзін, Челядзь, Домброва-Гурнича, Сосновець та Войковиці;
- Районна адміністрація у Хшануві для гмін Бабиці, Хшанів, Лібйонж, Тшебіня та міста Явожно;
- Районна адміністрація у Гливицяхі для гмін Ґералтовіце, Орнонтовіце,  Пільховіце, Рудзінець, Сосницовиці, Тошек, Вельовесь та міст Гливиці, Кнурув, Писковіце та Забже;
- Районна адміністрація в Катовицях для гміни Холм-Шльонський та міст Битом, Хожув, Імелін, Катовиці, Мисловиці, Радзьонкув, Руда-Шльонська, Семяновиці-Шльонські та Свентохловиці;
- Районна адміністрація в Олькуші для гмін Болеслав, Ключе, Олькуш, Вольбром та міст Буковно і Славкув;
- Районна адміністрація у Пщині для гмін: Бествіна, Бжеще, Чеховіце-Дзедзіце, Гочалковиці-Здруй, Медзьна, Павловіце, Пщина та Сушець;
- Районна адміністрація в Ратиборі для гмін: Кшановице, Кшижановице, Кузня-Рациборська, Нендза, Петровіце-Вельке, Рудник та міста Ратибор;
- Районна адміністрація в Рибнику для гмін: Червйонка-Лещини, Гашовіце, Єйковіце, Корноваць, Лискі, Сверкляни та міст Рибник і Жори;
- Районна адміністрація у Тарновських Гурах для гмін Крупський Млин, Ожаровіце, Сьверклянець, Творуг, Зброславіце та міст Мястечко-Шльонське, Пекари-Шльонські і Тарновські Гури;
- Районна адміністрація в Тихах для гмін Бойшови, Коб'юр, Вири та міст Берунь, Лендзіни, Лазиська-Гурне, Міколув, Ожеше і Тихи;
- Районна адміністрація у Водзіславі-Шльонському для гмін Годув, Гожице, Любомія, Маркльовіце, Мшана, Зебжидовиці та міст Ястшембе-Здруй, Пшув, Радлін, Ридултови і Водзіслав-Шльонський;
- Районна адміністрація у Заверцях для гмін Лази, Меженциці, Оґродзенець, Пілиця, Севеж, Жарновець та міст Поремба і Заверці.

## Історія
В результаті адміністративної реформи 1975 року, яка створила 49 воєводств і ліквідувала повіти, Катовицьке воєводство отримало нову територіальну форму:
- з північної частини Катовицького воєводства було створено Ченстоховське воєводство, до якого увійшли Ченстохова та колишні повіти Ченстоховський, Клобуцький, Люблінецький і Мишківський

- на півдні було створено Бєльське воєводство, до якого увійшли колишні гміни Бєльсько-Бяла і Цешин та більшість гмін колишніх Бєльського і Цешинського повітів (з Устронем і Віслою);

- територія Рацибурзького повіту з містом Рацибурж (з Опольського воєводства), а також міський повіт Явожно і частина Хшановського, Олькушського та Освенцимського повітів з містами Хшанов, Олькуш, Тшебіня-Сіверська і Бжеще (з Краківського воєводства) були включені до складу Катовицького воєводства.

Реформі 1975 року передувала (вже з 1973 року) кампанія з об'єднання менших міст і гмін з більшими одиницями. Напередодні набуття реформою чинності, 27 травня 1975 року, у Катовицькому воєводстві було ліквідовано 22 міста і 17 гмін.
| Рік           | Чисельність | Чисельність          | Чисельність         |
| Рік           | Разом       | Міське (%)           | Сільське (%)        |
| ------------- | ----------- | -------------------- | ------------------- |
| 1975          | 3 487 899   | 2 995 349 (85,88%)   | 492 550 (14,12%)    |
| 1976          | 3 535 020   | 3 040 875 (86,02%)   | 494 145 (13,98%)    |
| 1977          | 3 577 499   | 3 110 243 (86,94%)   | 467 256 (13,06%)    |
| 7 грудня 1978 | 3613,2 тис. | 3148,3 тис. (87,13%) | 464,9 тис. (12,87%) |
| 1978          | 3 615 651   | 3 151 658 (87,17%)   | 463 993 (12,83%)    |
| 1979          | 3677 тис.   | 3210,4 тис.(87,31%)  | 466,6 тис. (12,69%) |
| 1980          | 3 733 918   | 3 265 453 (87,45%)   | 468 465 (12,55%)    |
| 1981          | 3 805 874   | 3 335 458 (87,64%)   | 470 416 (12,36%)    |
| 1982          | 3 856 300   | 3 383 350 (87,74%)   | 472 950 (12,26%)    |
| 1983          | 3 854 256   | 3 379 146 (87,67%)   | 475 110 (12,33%)    |
| 1984          | 3 895 538   | 3 417 456 (87,73%)   | 478 082 (12,27%)    |
| 1985          | 3 916 444   | 3 433 536 (87,67%)   | 482 908 (12,33%)    |
| 1986          | 3 946 147   | 3 459 731 (87,67%)   | 486 416 (12,33%)    |
| 1987          | 3 970 843   | 3 481 324 (87,67%)   | 489 519 (12,33%)    |
| 6 грудня 1988 | 3945,4 тис. | б. д. (87,5%)        | б. д. (12,5%)       |
| 1988          | 3 931 532   | 3 442 495 (87,56%)   | 489 037 (12,44%)    |
| 1989          | 3 968 322   | 3 474 973 (87,57%)   | 493 349 (12,43%)    |
| 1990          | 3 988 813   | 3 493 617 (87,59%)   | 495 214 (12,41%)    |
| 1991          | 4 006 567   | 3 494 983 (87,23%)   | 511 584 (12,77%)    |
| 1992          | 3 953 044   | 3 437 978 (86,97%)   | 515 066 (13,03%)    |
| 1993          | 3 954 282   | 3 437 866 (86,94%)   | 516 416 (13,06%)    |
| 1994          | 3 936 332   | 3 420 858 (86,9%)    | 515 474 (13,1%)     |
| 1995          | 3 924 813   | 3 399 675 (86,62%)   | 525 138 (13,38%)    |
| 1996          | 3 918 396   | 3 393 733 (86,61%)   | 524 663 (13,39%)    |
| 1997          | 3 908 557   | 3 382 574 (86,54%)   | 525 983 (13,46%)    |